# Le Mesnil-Amand
Le Mesnil-Amand és un antic municipi francès, situat al departament de la Manche i a la regió de Normandia. L'1 de gener de 2019 esdevé un municipi delegat, al si del municipi nou Gavray-sur-Sienne. L'any 2007 tenia 155 habitants.

## Demografia

### Població
El 2007 la població de fet de Le Mesnil-Amand era de 155 persones. Hi havia 64 famílies de les quals 20 eren unipersonals (12 homes vivint sols i 8 dones vivint soles), 20 parelles sense fills, 20 parelles amb fills i 4 famílies monoparentals amb fills.
La població ha evolucionat segons el següent gràfic:
Habitants censats

### Habitatges
El 2007 hi havia 100 habitatges, 64 eren l'habitatge principal de la família, 27 eren segones residències i 9 estaven desocupats. Tots els 100 habitatges eren cases. Dels 64 habitatges principals, 52 estaven ocupats pels seus propietaris, 11 estaven llogats i ocupats pels llogaters i 1 estava cedit a títol gratuït; 2 tenien dues cambres, 10 en tenien tres, 19 en tenien quatre i 33 en tenien cinc o més. 56 habitatges disposaven pel capbaix d'una plaça de pàrquing. A 33 habitatges hi havia un automòbil i a 28 n'hi havia dos o més.

### Piràmide de població
La piràmide de població per edats i sexe el 2009 era:
| Homes | Edats   | Dones |
| ----- | ------- | ----- |
| 0     | 95 o +  | 0     |
| 0     | 90 a 94 | 0     |
| 0     | 85 a 89 | 0     |
| 0     | 80 a 84 | 0     |
| 4     | 75 a 79 | 4     |
| 4     | 70 a 74 | 4     |
| 4     | 65 a 69 | 8     |
| 4     | 60 a 64 | 12    |
| 12    | 55 a 59 | 8     |
| 0     | 50 a 54 | 4     |
| 0     | 45 a 49 | 4     |
| 4     | 40 a 44 | 0     |
| 8     | 35 a 39 | 0     |
| 4     | 30 a 34 | 4     |
| 4     | 25 a 29 | 4     |
| 4     | 20 a 24 | 0     |
| 4     | 15 a 19 | 4     |
| 4     | 10 a 14 | 4     |
| 0     | 5 a 9   | 0     |
| 0     | 0 a 4   | 4     |

## Economia
El 2007 la població en edat de treballar era de 93 persones, 65 eren actives i 28 eren inactives. De les 65 persones actives 60 estaven ocupades (39 homes i 21 dones) i 5 estaven aturades (1 home i 4 dones). De les 28 persones inactives 15 estaven jubilades, 5 estaven estudiant i 8 estaven classificades com a «altres inactius».

### Ingressos
El 2009 a Le Mesnil-Amand hi havia 65 unitats fiscals que integraven 155 persones, la mediana anual d'ingressos fiscals per persona era de 16.587 €.

### Activitats econòmiques
L'any 2000 a Le Mesnil-Amand hi havia 29 explotacions agrícoles que ocupaven un total de 630 hectàrees.

## Poblacions més properes
El següent diagrama mostra les poblacions més properes.